# شعلة أولمبية
الشعلة الأولمبية هي من المراسيم الرئيسية في الألعاب الأولمبية، ترمز الشعلة إلى انتقال مبادئ وقيم فكرة الأولمبيات من اليونانيين القدماء إلى العالم الحديث، بدأ إدراج فكرة الشعلة الأولمبية كأحد الفقرات الرئيسية في مراسيم اإفتتاح في أولمبيات برلين عام 1936. يتم عادة حمل الشعلة من اوليمبيا في اليونان ويستغرق حملها ونقلها إلى المدينة المضيفة اسابيع أو أشهر ويتناوب على نقلها عادة شخصيات ورياضيون مشهورون وبعد أن يقوم الرياضي الأخير بإشعال الشعلة الرئيسية في ملعب الافتتاح يقوم رئيس أو زعيم الدولة المضيفة ببدأ الألعاب الأولمبية بصورة رسمية.
حيث اتٌّبع نفس التقليد في جميع الألعاب المتعاقبة بعد دورة برلين وحتى الآن.
يعتقد البعض أن النار المشتعلة كانت من الرموز المشهورة في الميثولوجيا الإغريقية وترمز إلى قيام بروميثيوس بسرقة النار من زيوس وإعطاءها للبشر، إذ كان بروميثيوس وحسب الأسطورة موكلاً من قبل زيوس بخلق المخلوقات الأرضية وقام بخلق الإنسان في صفة الآلهة مما أدى إلى غضب زيوس عليه.

## التاريخ

### الألعاب الأولمبية القديمة
في زمن الألعاب الأولمبية الأصلية داخل حدود أولمبيا، تم الحفاظ في المذبح المخصص للإلهة هيستيا على شعلة دائمة. بالنسبة لليونانيين القدماء، كان للنار دلالات إلهية - إذ كان يُعتقد أن بروميثيوس سرق النار من الآلهة. لذا كانت النار حاضرةً في العديد من المزارات في أوليمبيا في اليونان. أثناء الألعاب الأولمبية، أضيئت المزيد من الشعلات في معبد زيوس الذي كرست الألعاب له وفي معبد زوجته هيرا. يتم إشعال الشعلة الأولمبية الحديثة في الموقع الذي كان معبد هيرا مقاماً عليه.

### العصر الحديث

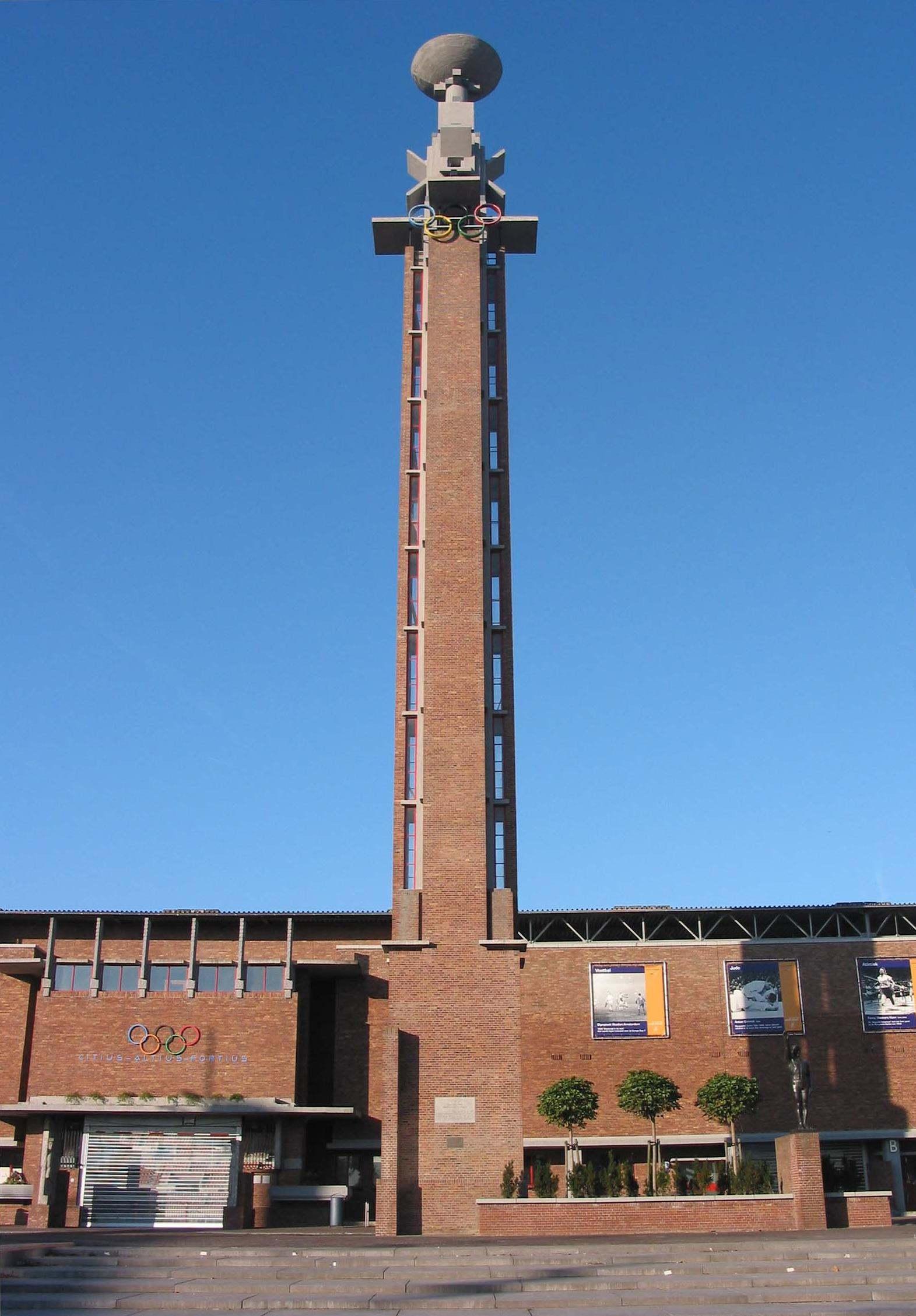
برج الماراثون في الملعب الأولمبي في أمستردام، حيث شهد أول شعلة أولمبية حديثة في الألعاب الأولمبية الصيفية 1928

أعيد إحياء تقاليد الشعلة الأولمبية في الألعاب الأولمبية الصيفية 1928. أضاء موظفٌ في إدارة الكهرباء في أمستردام أول شعلة أولمبية في برج ماراثون في الملعب الأولمبي في أمستردام.
بدأت الاتفاقية الحديثة لنقل الشعلة الأولمبية من خلال نظام تتابع يبدأ من اليونان إلى موقع إقامة الألعاب الأولمبية عام 1936 في ألمانيا. وضع كارل ديم فكرة تتابع الشعلة في الألعاب الأولمبية الصيفية 1936 في برلين والتي نظمها الحزب النازي بإشراف وقيادة يوزف غوبلز. أنتجت شركة كروب الشعلات باستخدام الخشب والمعدن، فكانت مستوحاة من أوراق الزيتون. أوقدت الشعلة الأولمبية باستخدام مرآة مقعّرة في أولمبيا في اليونان ونُقلت مسافة تزيد عن 3187 كيلومتراً بواسطة 3331 عدّاء خلال 12 يوماً و11 ليلة من اليونان إلى برلين. صوّر ليني ريفنستال مسار الشعلة لاحقاً في فيلم أولمبيا (فيلم 1938). رأي أدولف هتلر الارتباط مع الألعاب القديمة طريقة مثالية لتوضيح معتقده أن اليونان الكلاسيكية كانت من رواد الجنس الآري الذين هم نواة الرايخ الألماني الحديث. كان ثمة احتجاجات طفيفة في يوغسلافيا وتشيكوسلوفاكيا أثناء مسير الشعلة، لكنه سرعان ما تم قمعها من قبل قوات الأمن المحلية.
على الرغم من أن الشعلة الأولمبية معظم الوقت يحملها عدّائون، إلا أنها نُقلت بطريق مختلفة. فقد نقلت بواسطة قارب عامي 1948 و2012 لتعبر بحر المانش وحُملت بواسطة مجدّفون في كانبرا وفي قارب التنين في هونغ كونغ. عام 2008، نقلت بالطائرة لأول مرة عام 1952، عندما نُقلت الشعلة إلى هلسنكي. عام 1956، سافر جميع حاملي الشعلة في التتابع إلى ستوكهولم على ظهر الخيل، حيث أقيمت فعاليات الفروسية في ستوكهولم بدلاً من ملبورن.
استخدمت وسائل نقل مميزة عام 1976، عندما حوّلت الشعلة إلى إشارة راديو. من أثينا نقلت الشعلة عبر قمر اصطناعي إلى كندا، حيث تم استلامها واستخدامها لإطلاق شعاع ليزر لإعادة إضاءة الشعلة. تمّ تصنيع هذه شعلة 1976 المميزة بواسطة شركة منتجات كوينزواي الآلية المحدودة التابعة لجون ساكسون. عام 2000، نقلت الشعلة تحت الماء بواسطة غواصين بالقرب من الحيد المرجاني العظيم. ومن طرق نقل الشعلة الفريدة الأخرى استخدام قارب الكانو من ثقافات الشعوب الأصلية في الأمريكتين، وجمل، وطائرة كونكورد. في مرحلة تتابع الشعلة الأولمبية 2004، أجري أول تتابع عالمي للشعلة، في رحلةٍ استغرقت 78 يوماً. انتقلت الشعلة مسافة تزيد عن 78,000 كم نقلها 11,300 رياضي، حيث عبرت أفريقيا وأمريكا الجنوبية لأول مرة، وزارت المدن الأولمبية القديمة ثم عادت إلى أثينا حيث أقيمت الألعاب الأولمبية الصيفية 2004.
تنتهي طقوس نقل الشعلة التتابعي من المشاعل إلى قاعدة الشعلة في الملعب الأولمبي المضيف، ويرمز لبدء الألعاب رسمياً. لعل أحد أكثر الاحتفاليات إثارةً كانت في الألعاب الأولمبية الصيفية 1992 عندما أطلق لاعب النبال البارالمبي أنطونيو ريبويو سهماً مشتعلاً نحو المرجل، سبب اشتعال الغاز المنطلق من المرجل. الألعاب الأولمبية الشتوية 1994، نقلت الشعلة الأولمبية إلى ملعب ليلهامر عن طريق قفز تزلجي. في بيكين 2008، ركض لي نينغ حول ٌٌملعب بكين الوطني]] وأضاء الشعلة. في فانكوفر 2010، تشرّف أربع رياضيين هم كاتريونا ليماي دوان وواين جريتزكي ونانسي غرين وستيف ناش بنقل الشعلة داخلياً قبل أن ينقلها واين جريتزكي خارجاً في الهواء الطلق في منطقة الواجهة البحرية لفانكوفر.
في الألعاب الأولمبية الصيفية 2012 التي أقيمت في لندن، تشرف سبعة رياضيين شباب بإضاءة الشعلة في واحدة من 204 بتلات نحاسية قبل أن تتجمع في المرجل الأولمبي.

## المشاعل
يتغيّر تصميم الشعلة المستخدمة في التتابع حتى افتتاح الألعاب في كل دورة. فقد تصمّم لتمثّل نموذجاً كلاسيكياً أو لتمثيل مظهر محلي للدولة المضيفة. صممت بعض المشاعل كما في ألبرتفيل عام 1992 وتورين عام 2006 بواسطة مصممين صناعيين مشهورين. كانت تلك المشاعل أقل شعبية من التصاميم الكلاسيكية؛ تلقّى مشعل تورين تحديداً انتقادات واسعة لأنه كان ببساطة ثقيلاً جداً بالنسبة للعدائين. أما مشعل عام الألعاب الأولمبية الصيفية 1948 فقد صممه المعماري رالف لافرس،  كانت مصبوبة من سبيكة هيدومينيوم ألومنيوم بطول 47 سم ووزن 960 غراماً. هذا التصميم الكلاسيكي وهو عبارة عن مقبض طويل ينتهي بوعاء أسطواني استخدم في عدة تصاميم للمشاعل الأولمبية لاحقاً. المشعل المستخدم في المرحلة الأخيرة أي الدخول إلى الاستاد الأولمبي لإضاءة المرجل كان بتصميم مختلفة، وهي ميزة من شأنها أن تظهر في سنوات لاحقة. لم تتطلب هذه الشعلة فترة المسافة الطويلة أو مقاومة لعوامل الطقس كما هو الحال في مشاعل أخرى، لكنه تطلب شعلة مذهلة في حفل الافتتاح. في أولمبياد ميلبورن 1956، كان وقود المغنيسيوم\الألومنيوم المستخدم في الشعلة النهائية مذهلاً، لكنه تسبب بإصابة حامل الشعلة. كما أصيب عدّاؤون بحروف بسبب الوقود الصلب الذي استخدم في أولمبياد مكسيكو 1968.
الوقود المستخدم في الشعلات يتغير أيضاً. استخدم في الشعلات الأولى وقود صلب أو سائل بما في ذلك زيت الزيتون.
للحصول على شعلة مشرقة، استخدمت مركبات نارية بما في ذلك معادن محترقة. ومنذ ألعاب ميونيخ عام 1997، استخدمت الشعلات بدلاً من ذلك غازاً مسالاً مثل خليط من بروبيلين أو بروبان\ بوتان. من السهل تخزين هذه المواد والتحكم بها وتعطي لهباً مضيئاً زاهياً. تغيّر عدد المشاعل كل مرة، على سبيل المثال استخدم 22 مشعلاً في أولمبياد هيلسنكي 1952 بينما استخدم 6200 مشعلاً في أولمبياد موسكو 1980  و8000 في أولمبياد لندن 2012.
أثناء النقل يحدث أحياناً أن يتطاير اللهب في الهواء. استخدم نموذج أكثر أمناً من المصابيح كالتي تستخدم في المناجم والتي تبقى مشتعلة في الهواء.
تم نقل الشعلة عبر المياه. ونقلت الشعلة في دورة الألعاب الشتوية عام 1968 في غرينوبل عبر ميناء مارسيليا بواسطة غوّاص حملها وفق سطح الماء. عام 2000،استخدمت شعلة تحت الماء نقلها غوّاص عبر الحيد المرجاني العظيم في طريقها إلى الملعب الأولمبي في سيدني. عام 2012، حملت الشعلة بواسطة قارب عبر ميناء بريستول في المملكة المتحدة وأما واجهة قطار مترو لندن إلى ويمبلدون.

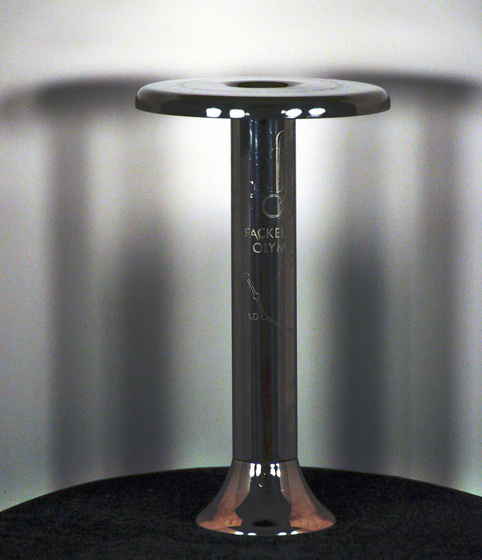
شعلة أولمبياد برلين 1936
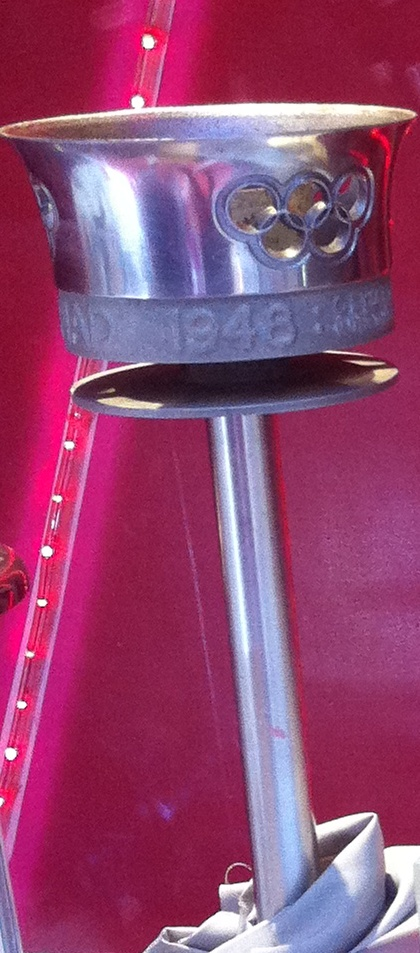
شعلة أولمبياد لندن 1948
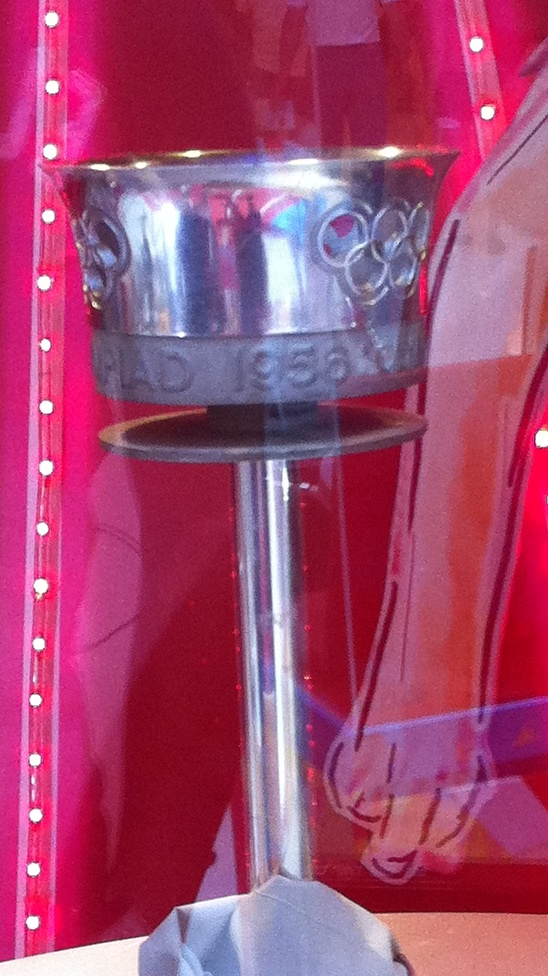
شعلة أولمبياد ملبورن 1956
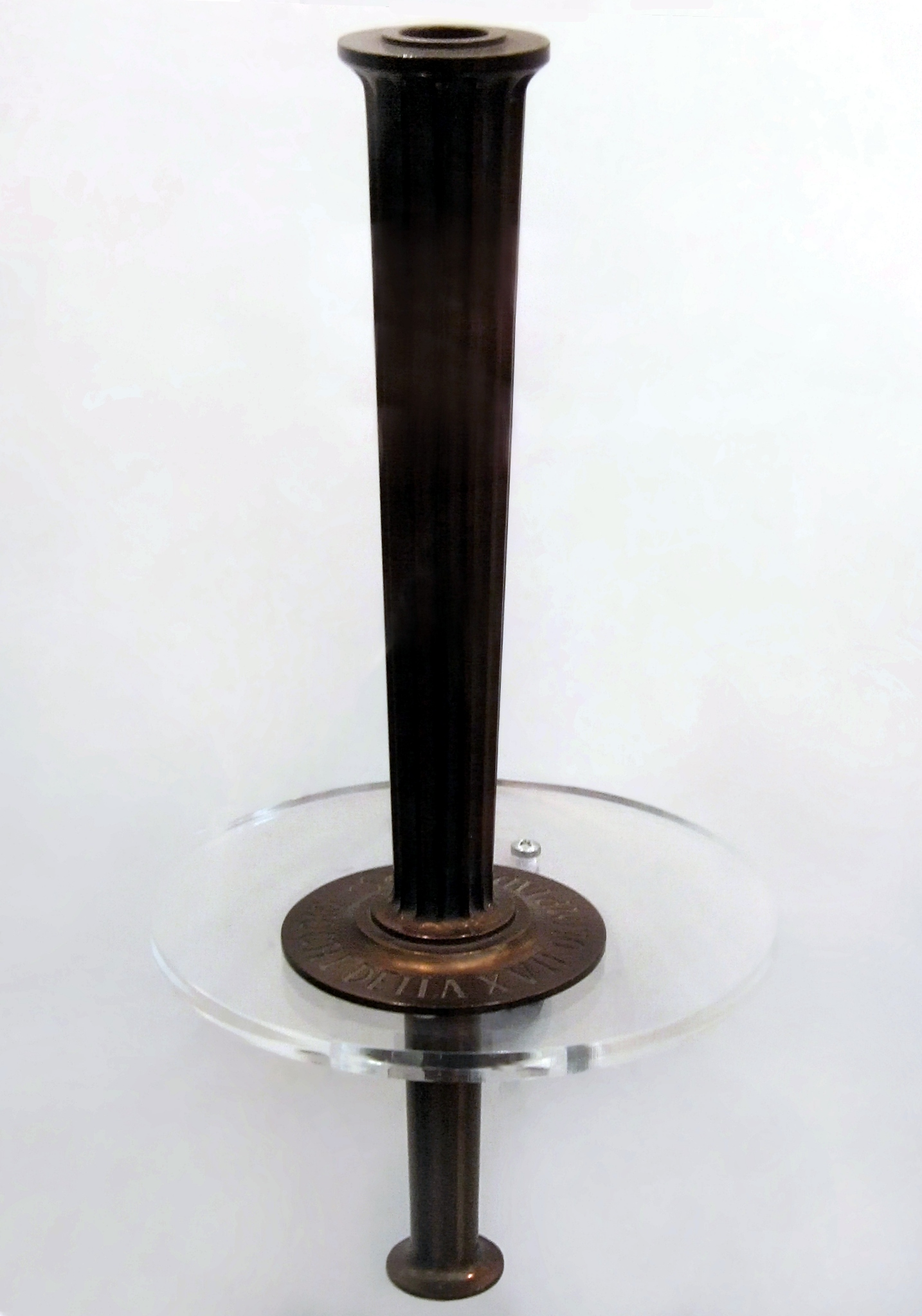
شعلة أولمبياد روما 1960
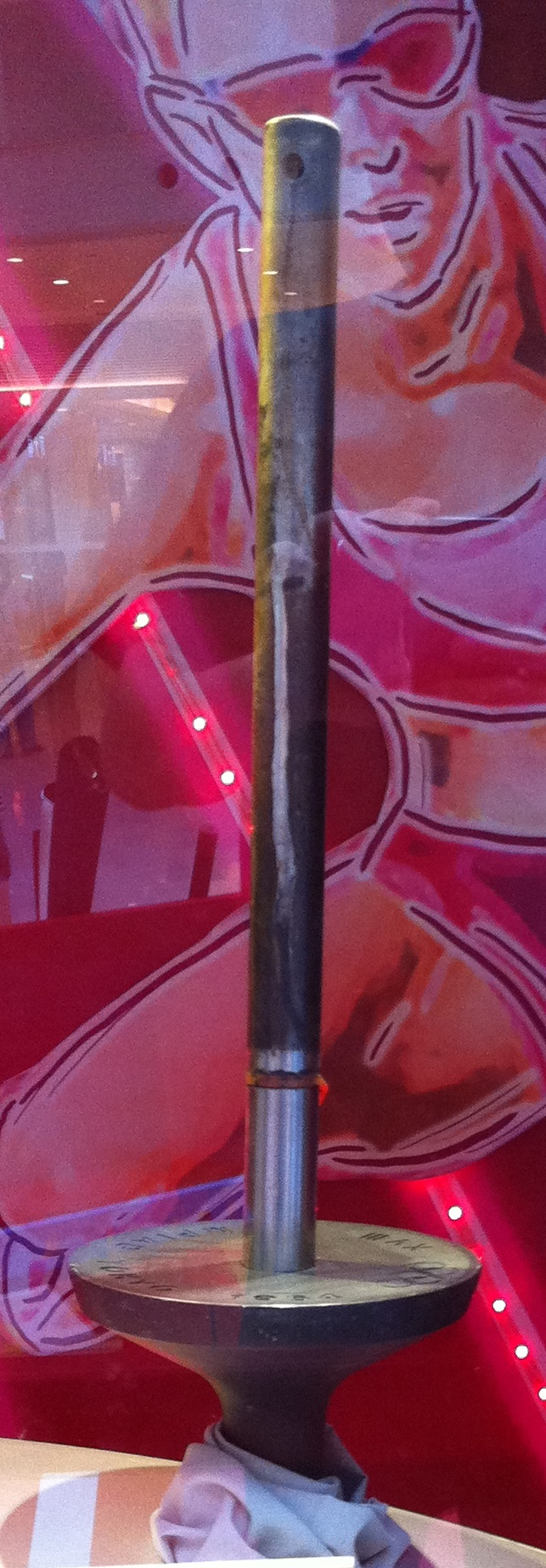
شعلة أولمبياد طوكيو 1964
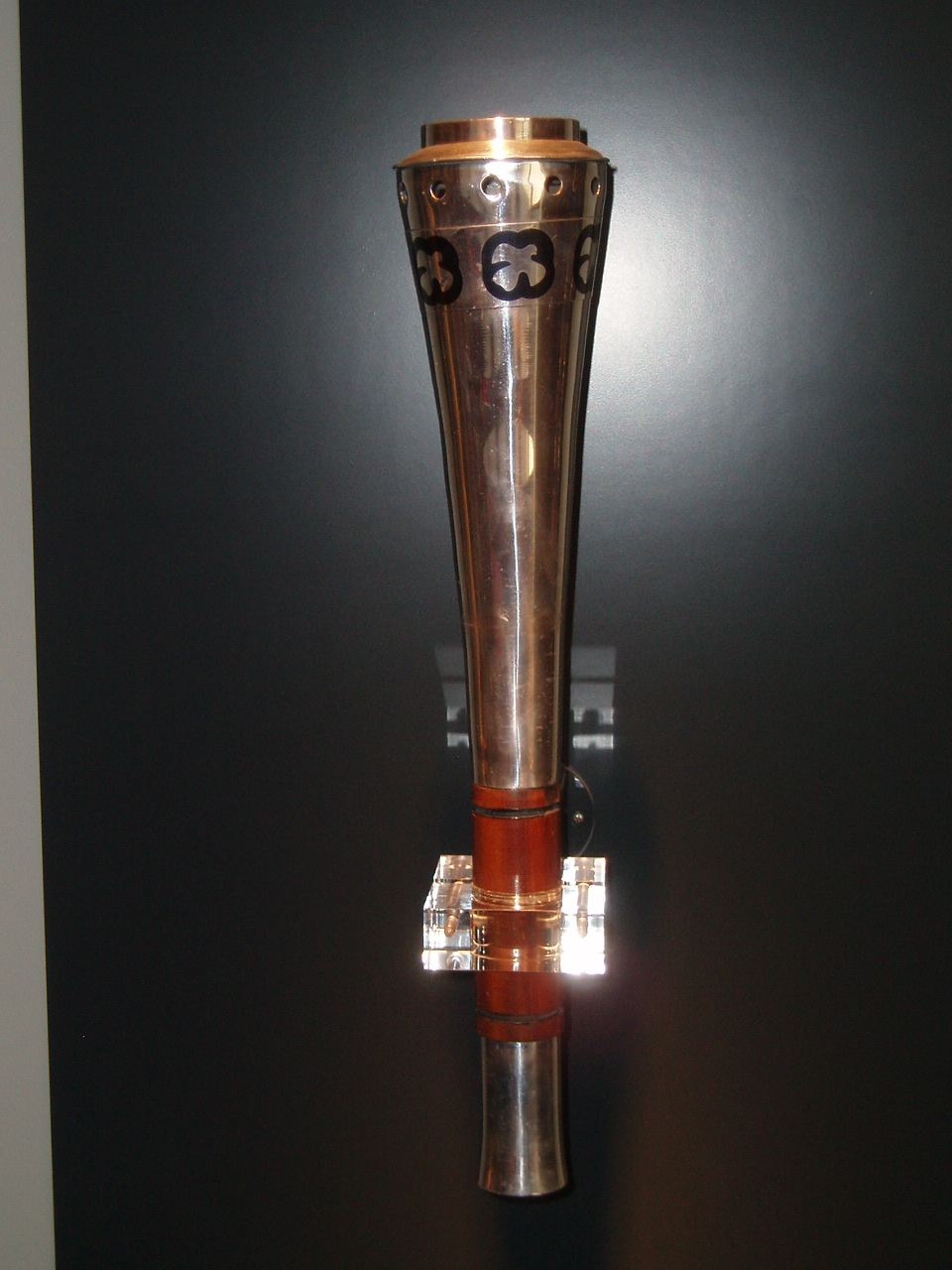
شعلة أولمبياد مكسيكو 1968
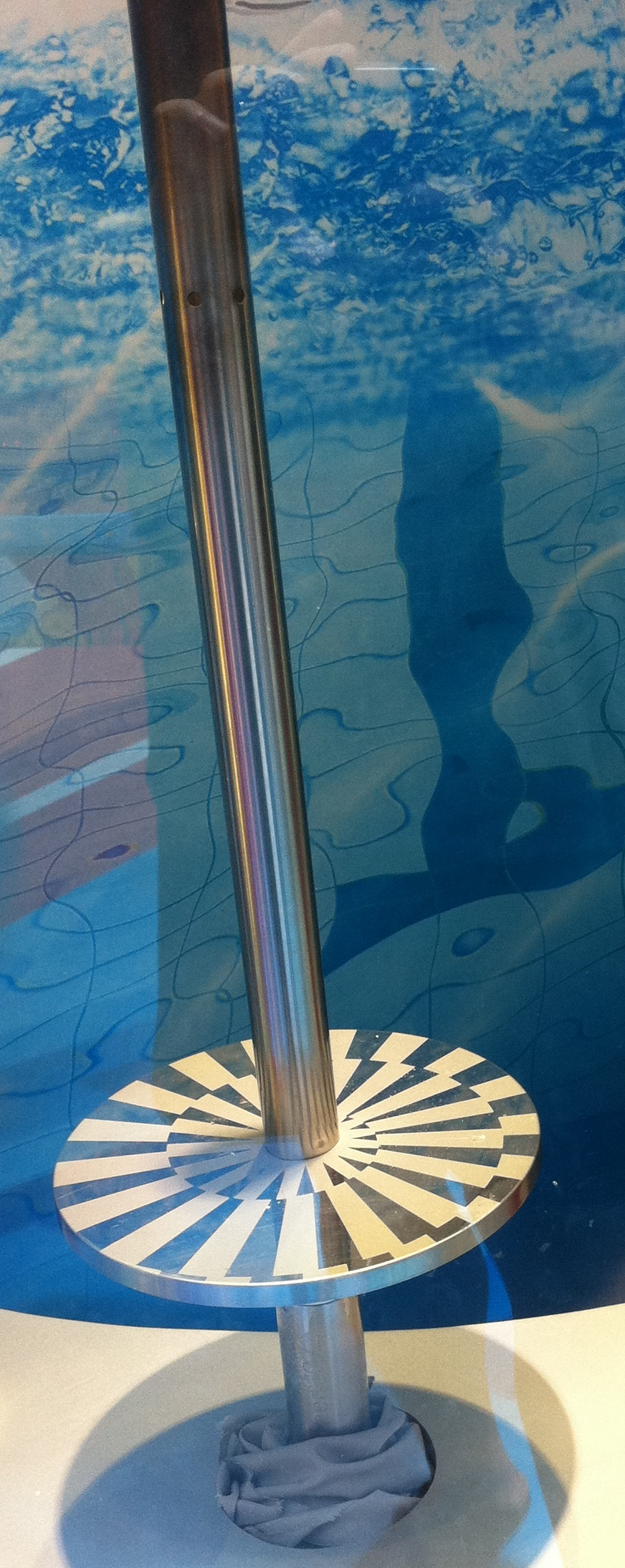
شعلة أولمبياد ميونيخ 1972
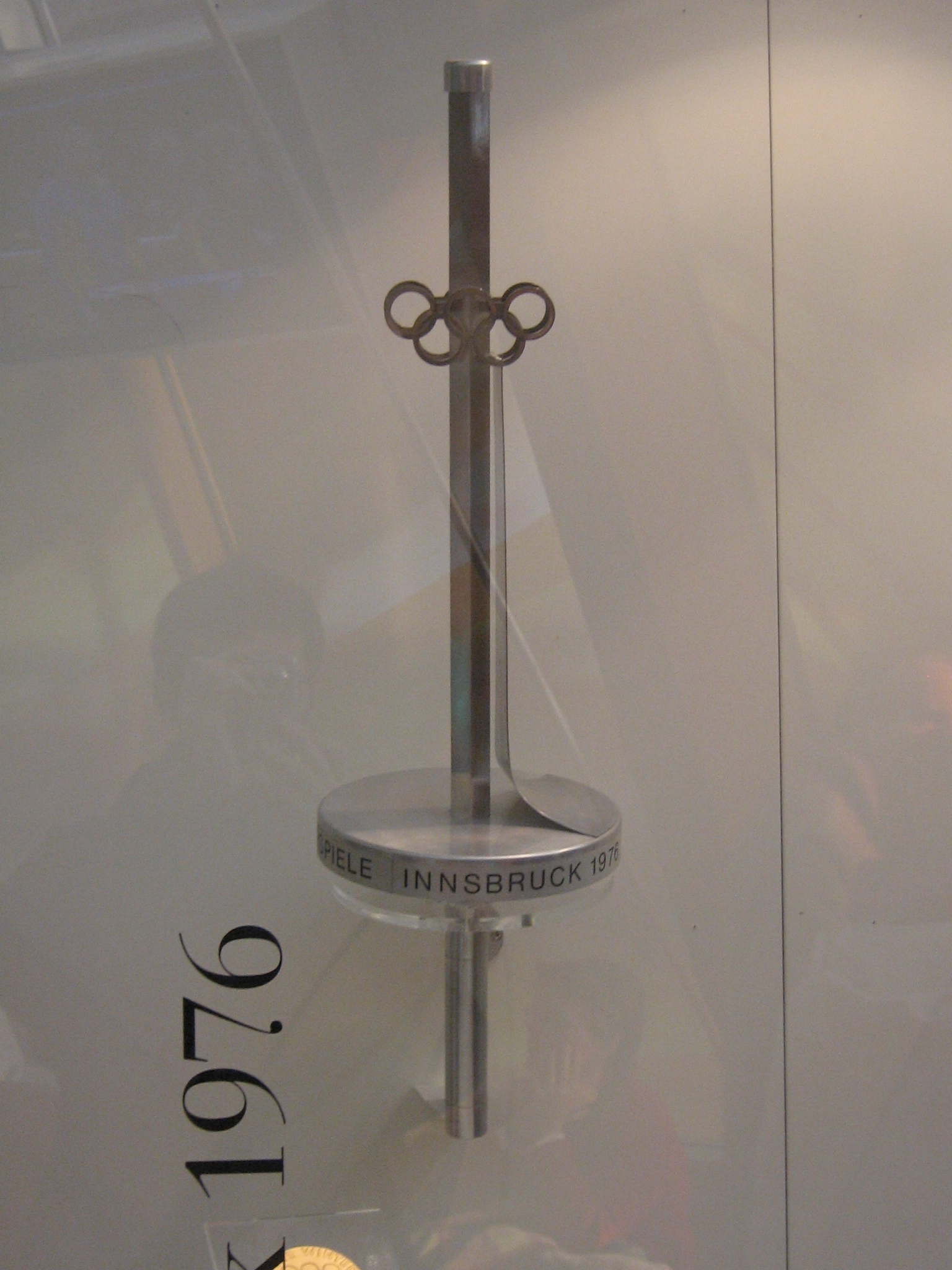
شعلة أولمبياد إنسبروك 2976
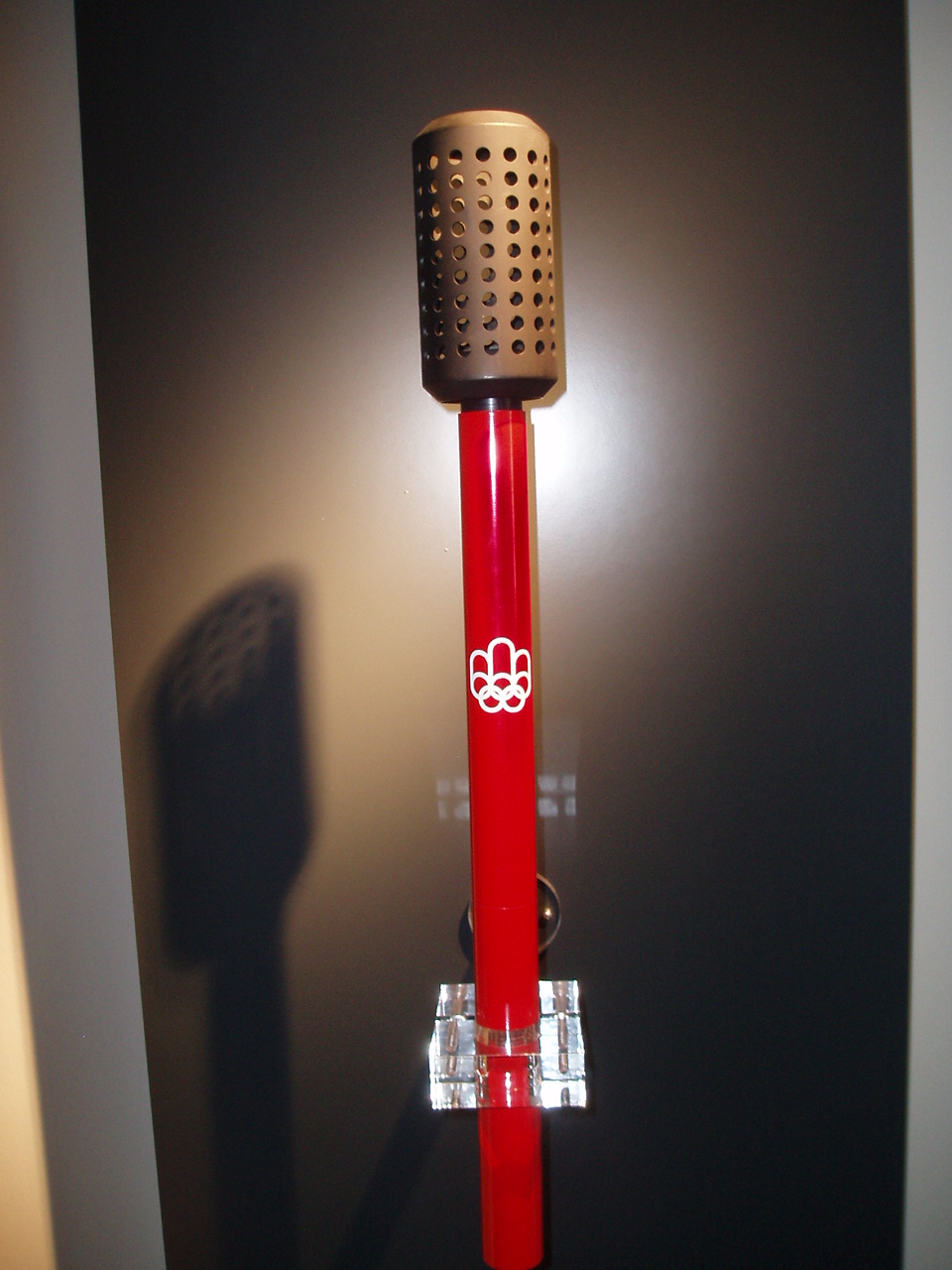
شعلة أولمبياد مونتريال 1976
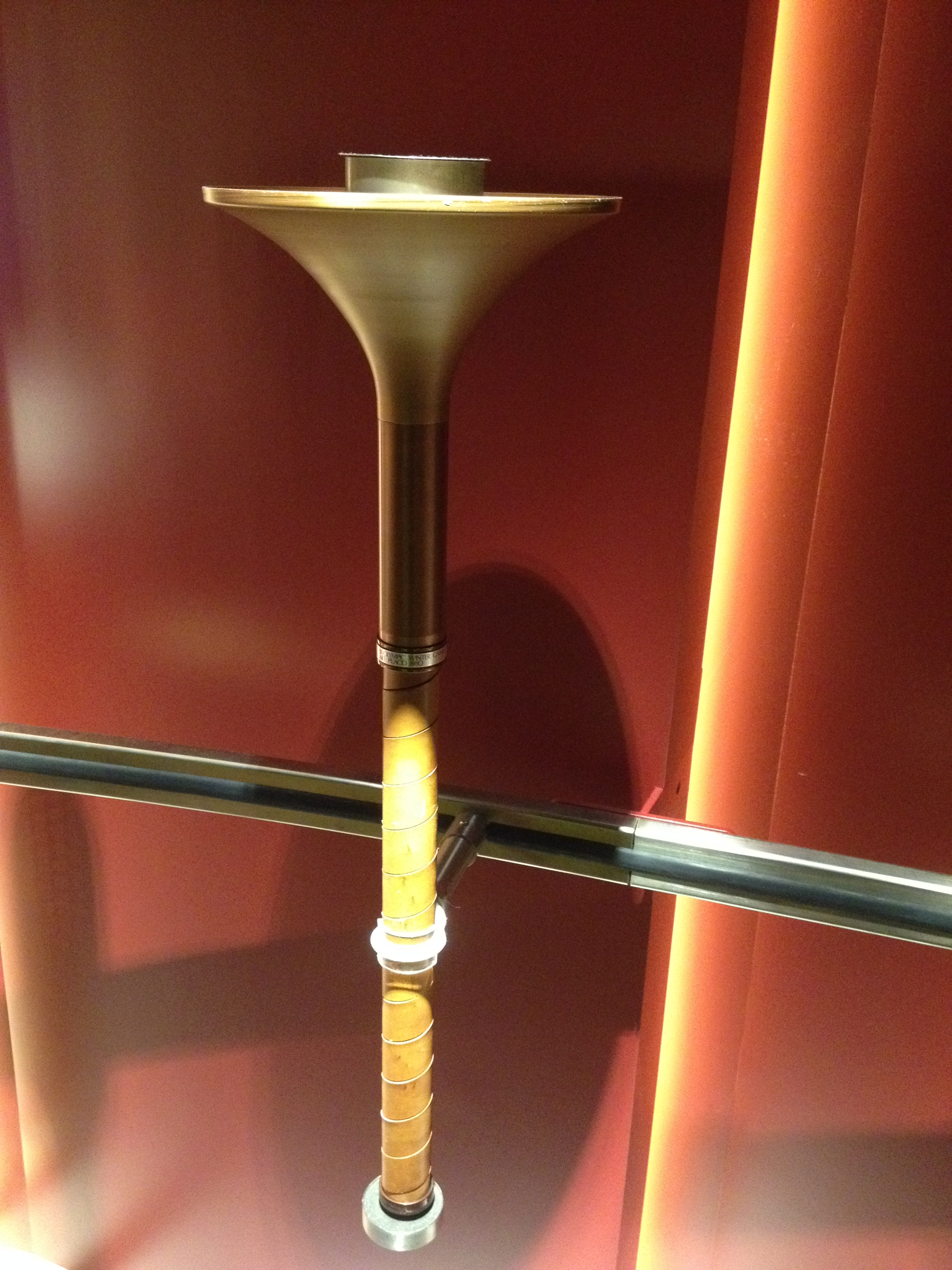
شعلة أولمبياد ليك بلاسيد 1980
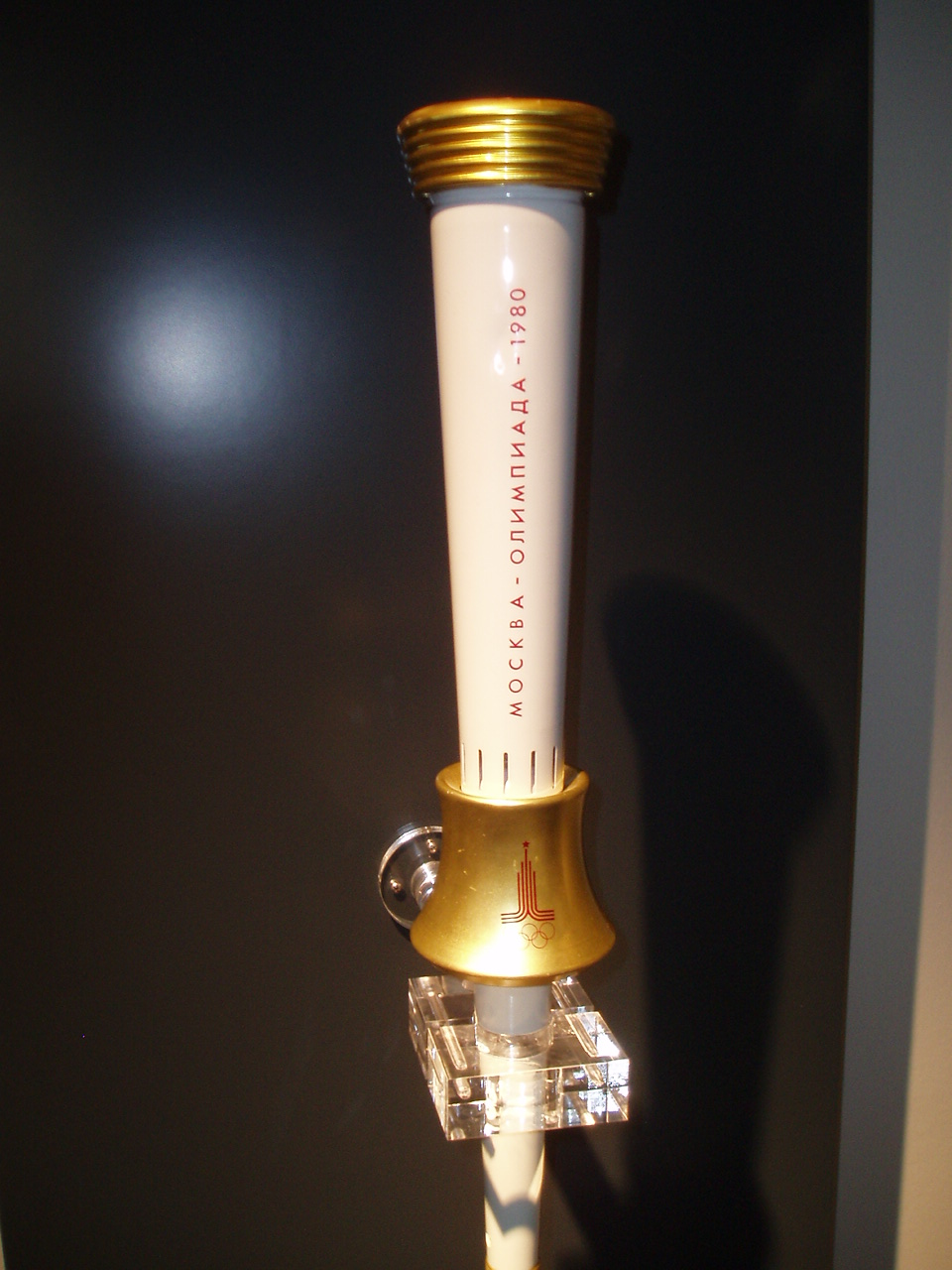
شعلة أولمبياد موسكو 1980
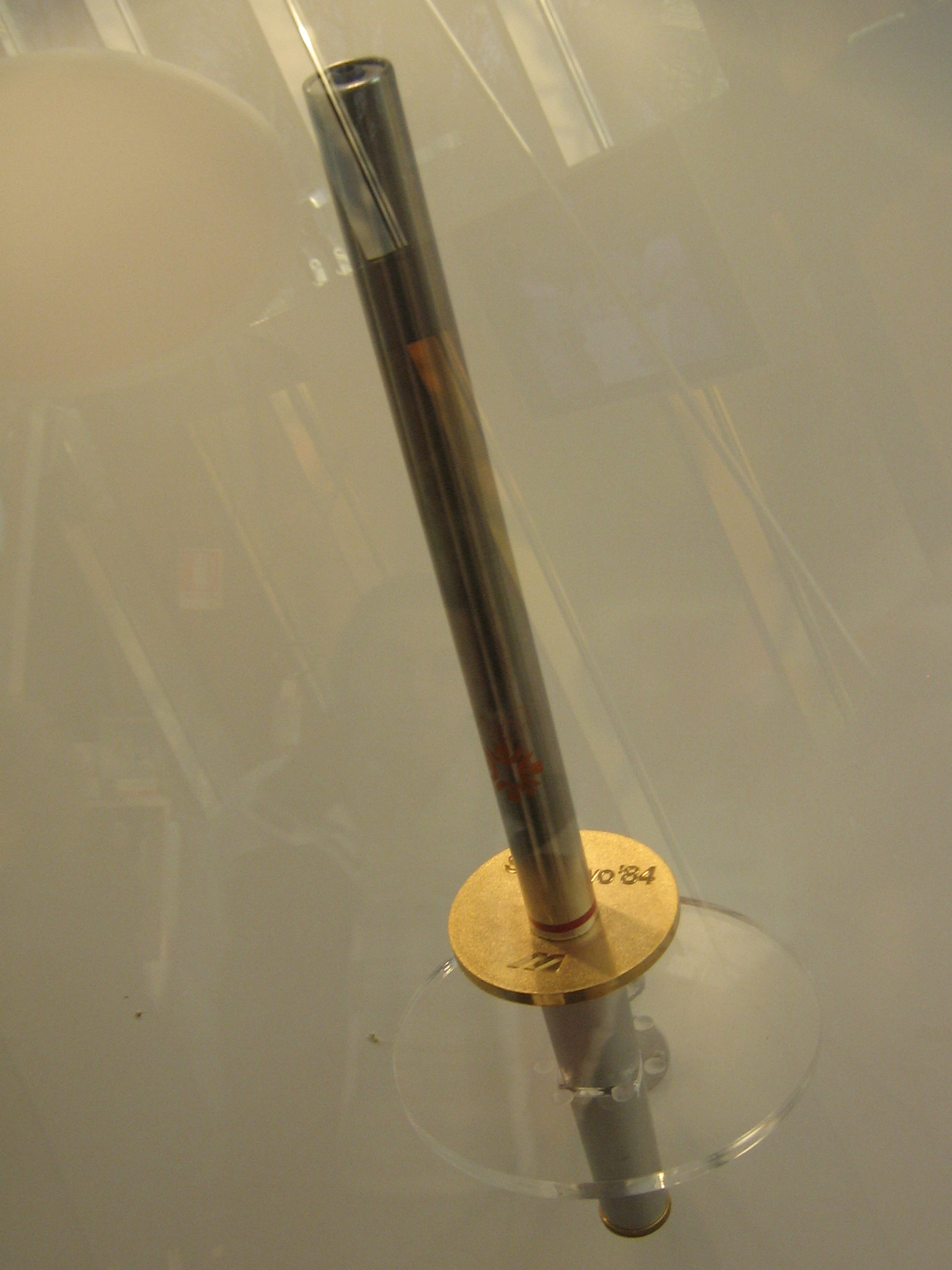
شعلة أولمبياد سراييفو 1984
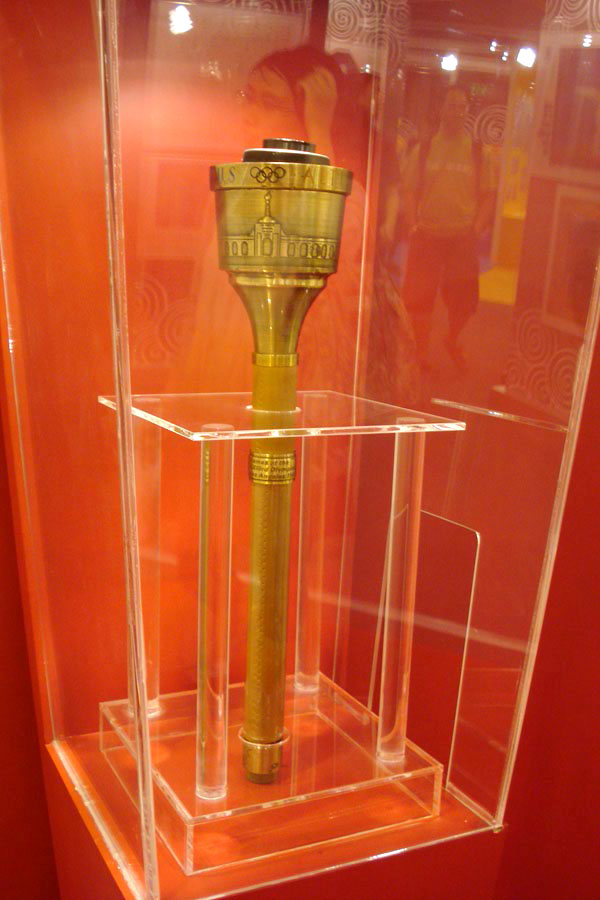
شعلة أولمبياد لوس أنجلوس 1994
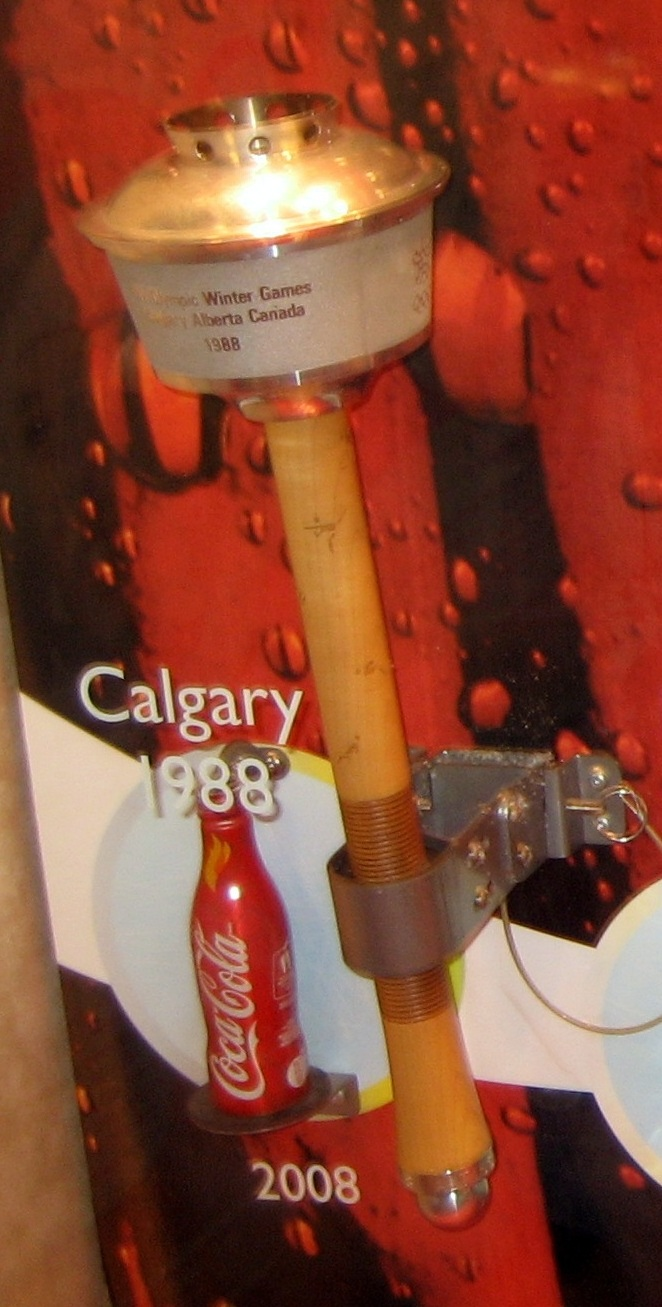
شعلة أولمبياد كالغاري 1988
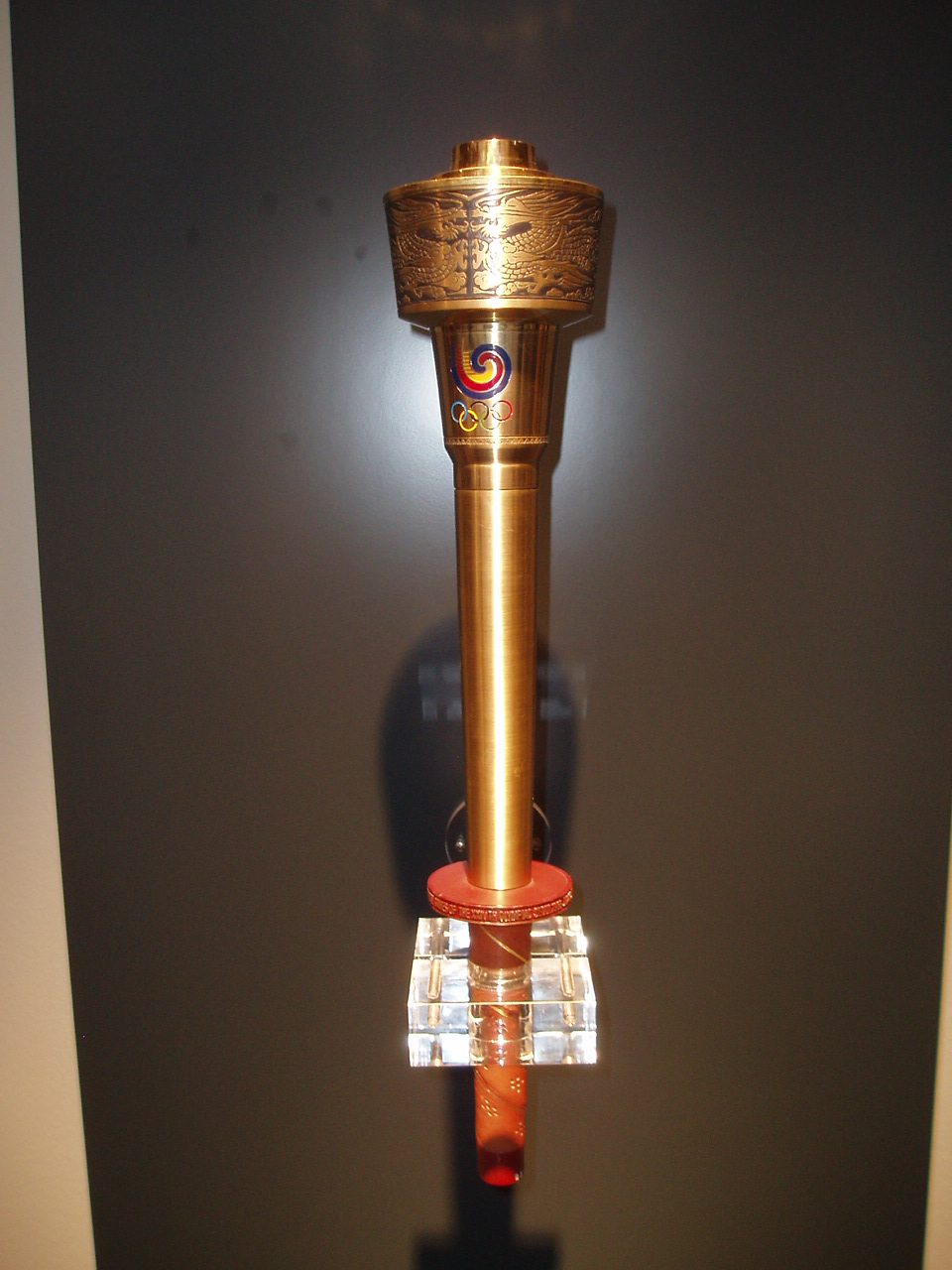
شعلة أولمبياد سيؤول 1988
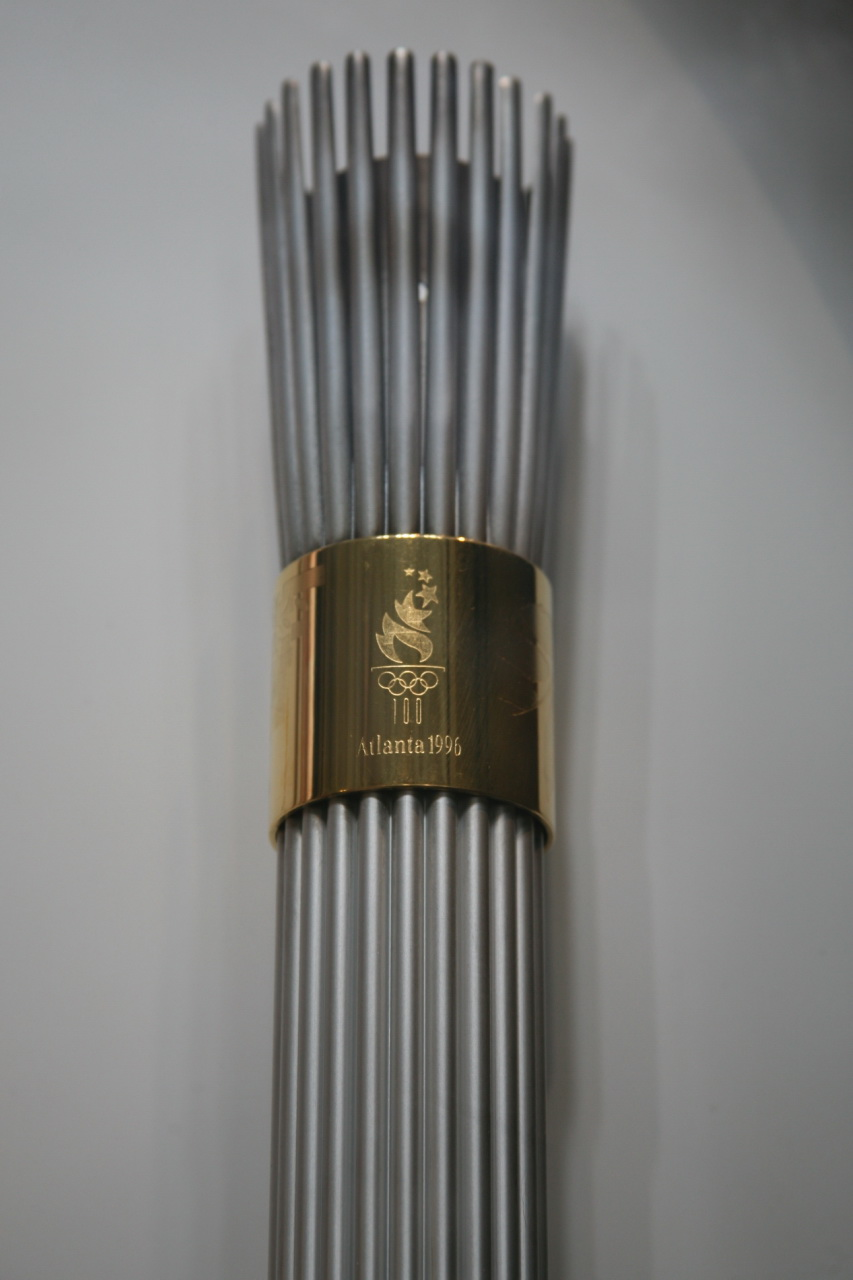
شعلة أولمبياد أتلانتا 1996
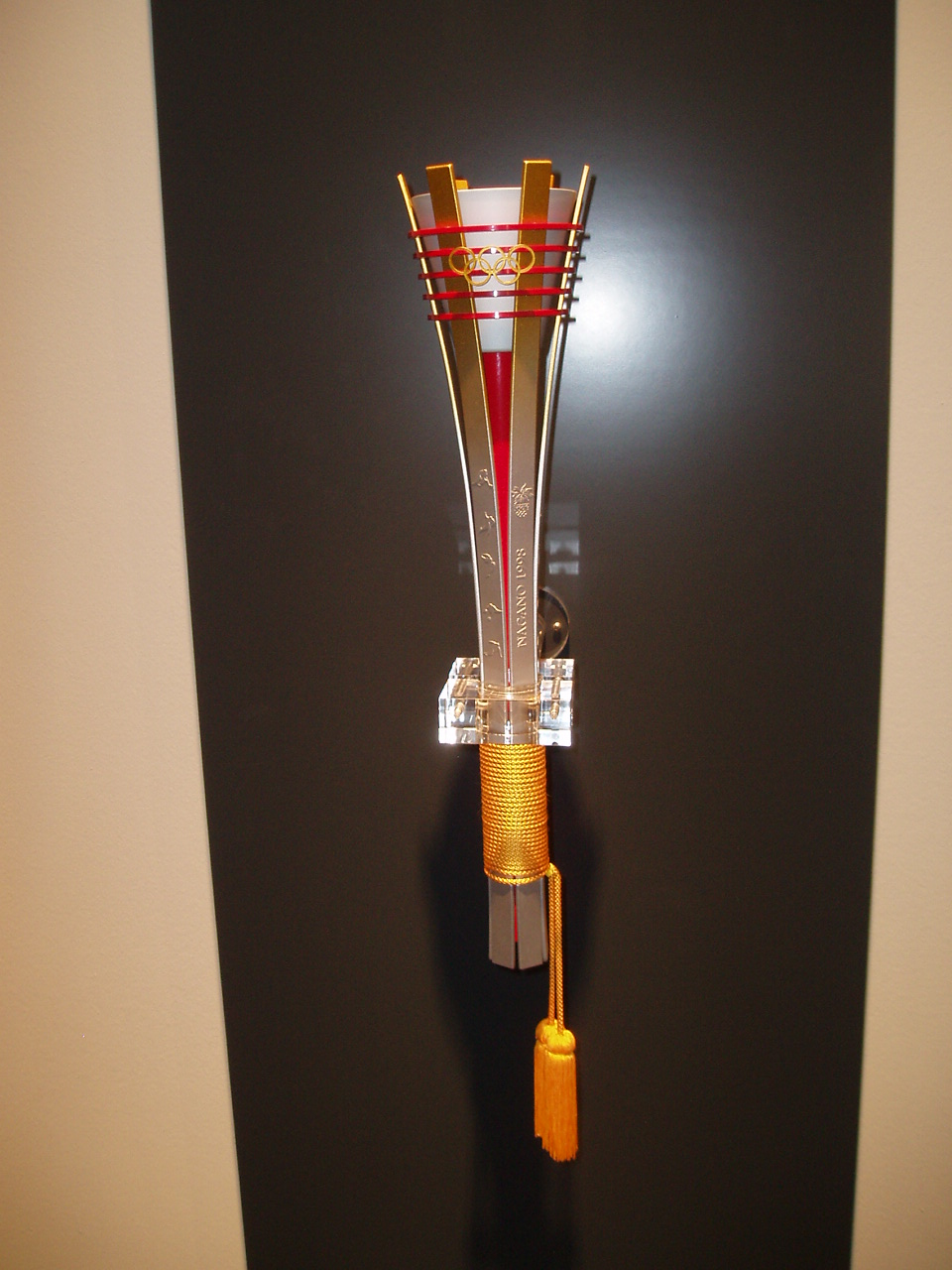
شعلة أولمبياد ناغانو 1998
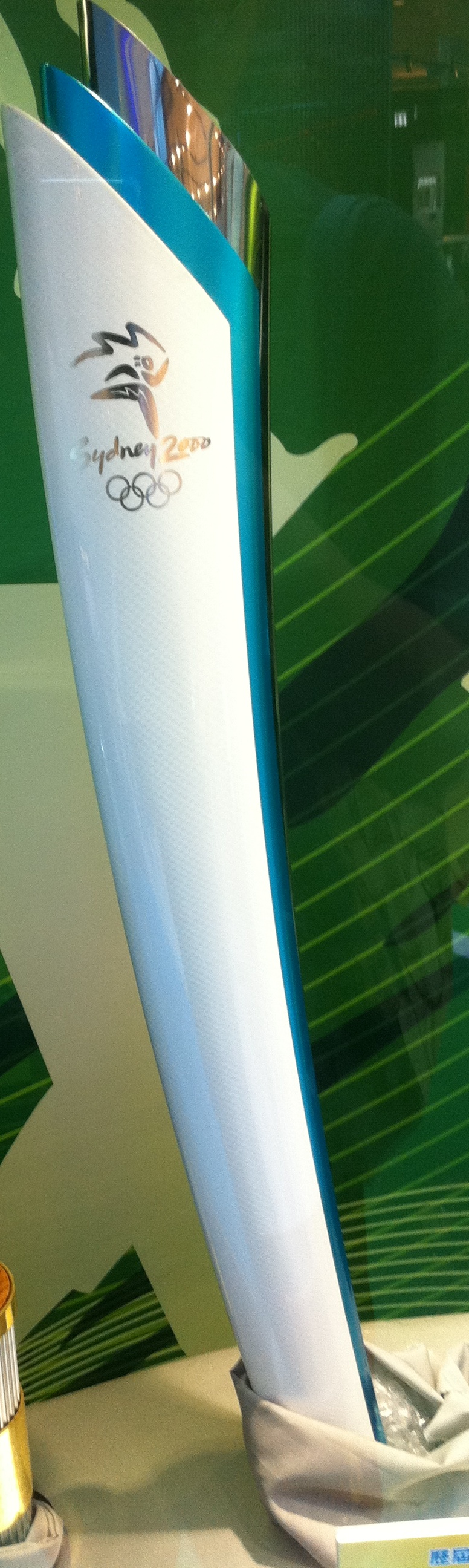
شعلة أولمبياد سيدني 2000
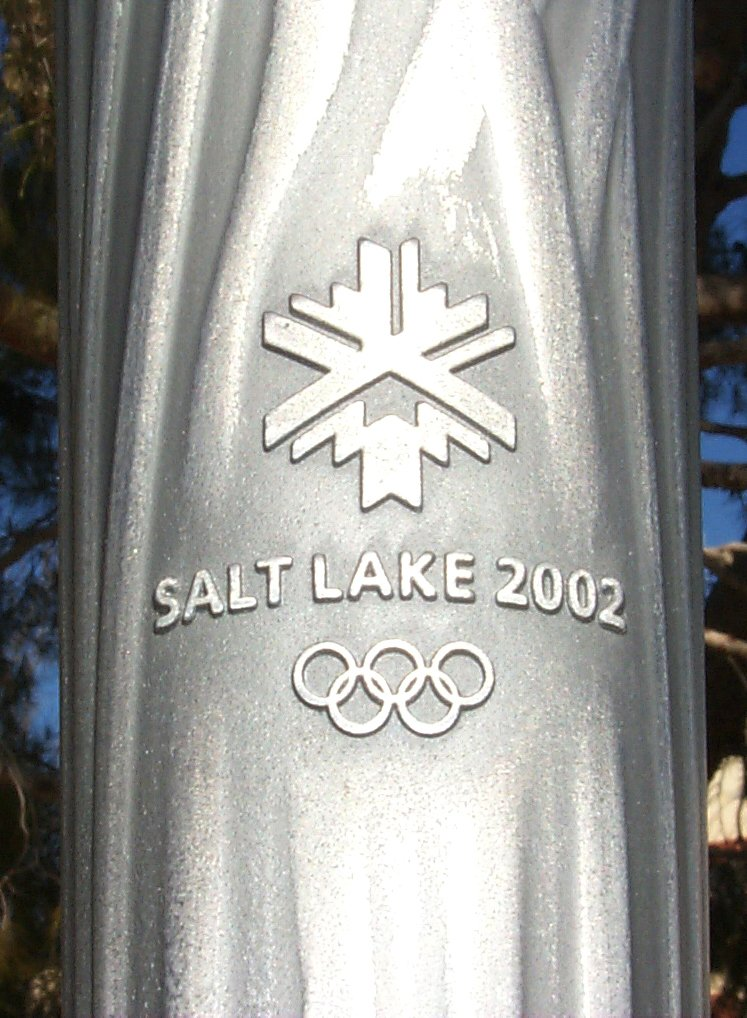
شعلة أولمبياد سولت ليك 2002
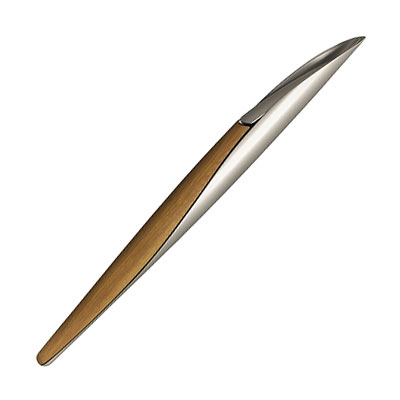
شعلة أولمبياد أثينا 2004
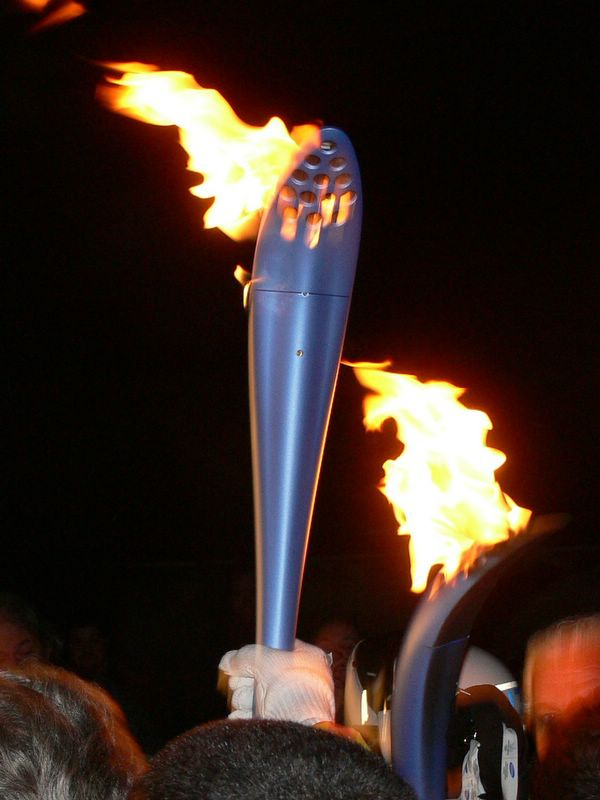
شعلة تورين
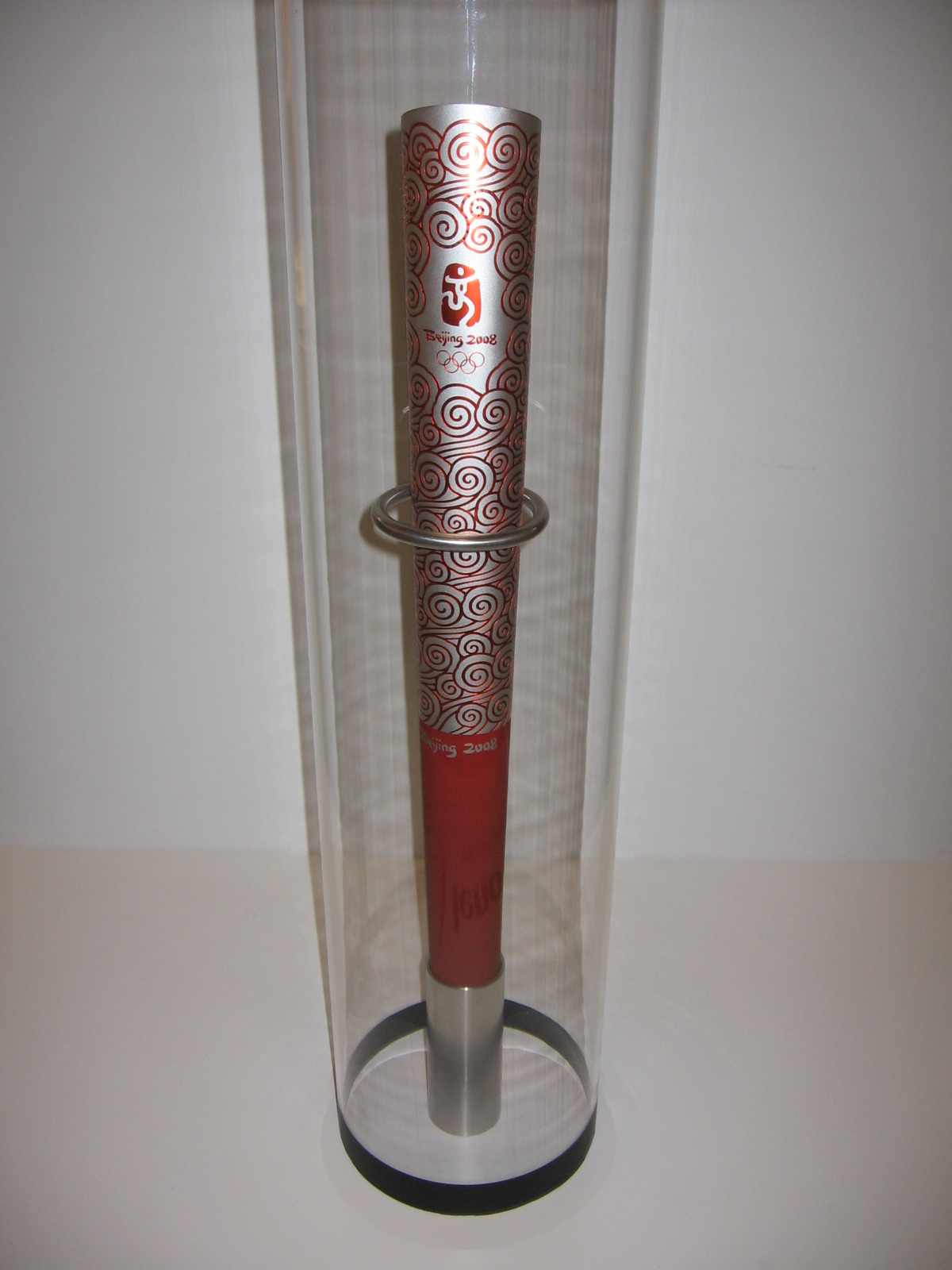
شعلة أولمبياد بكين 2008
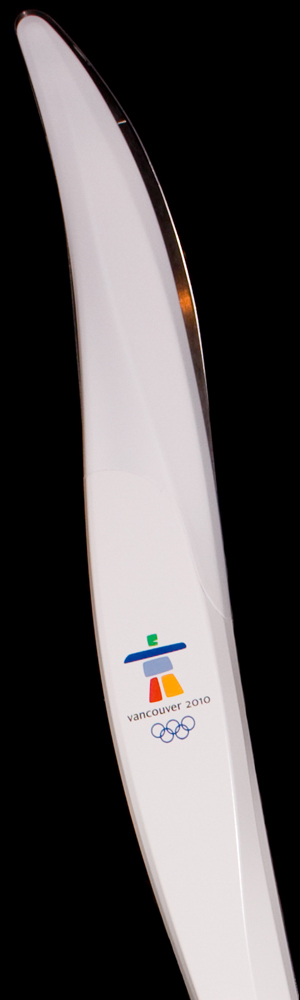
شعلة أولمبياد فانكوفر 2010
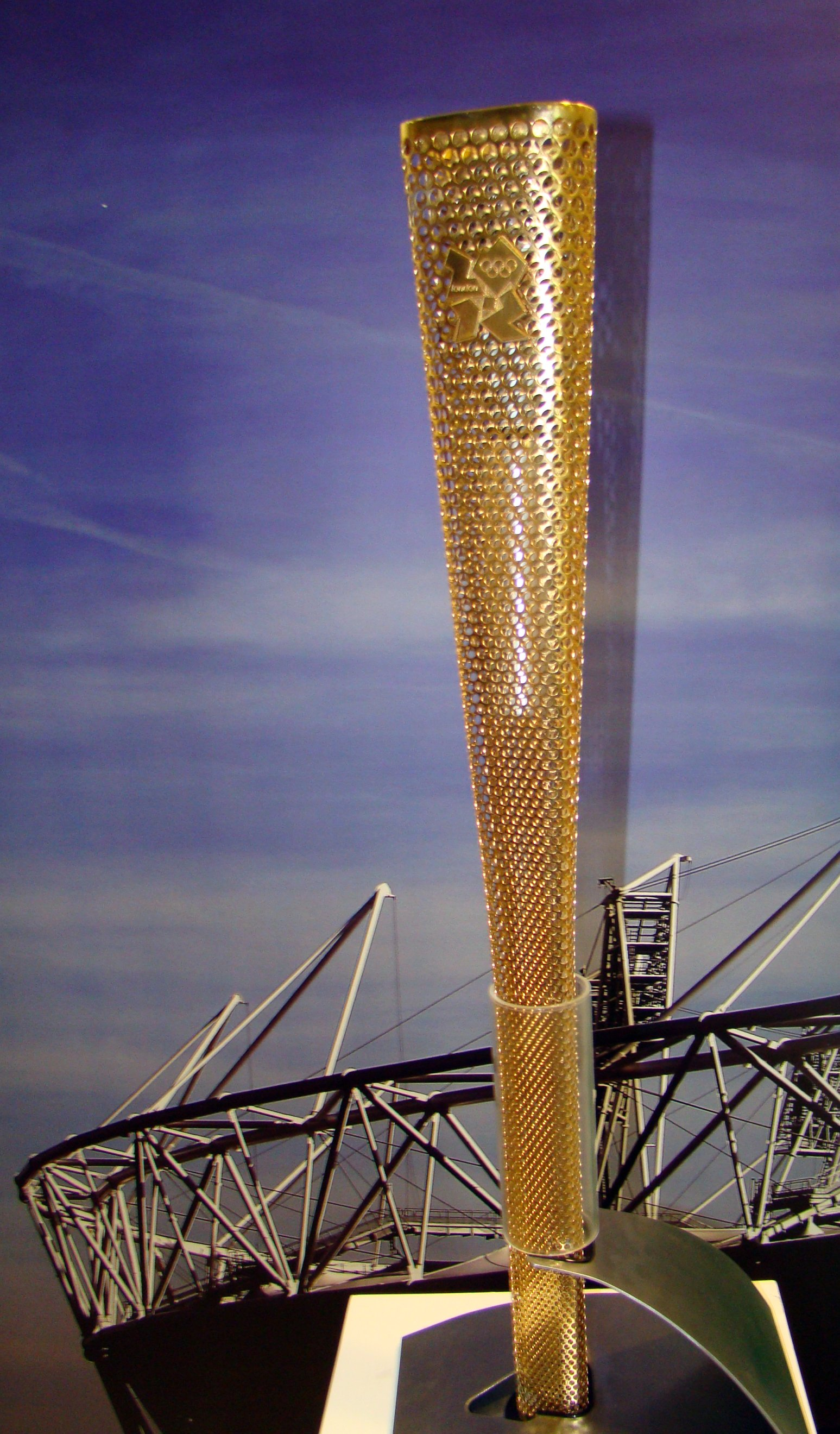
شعلة أولمبياد لندن 2012
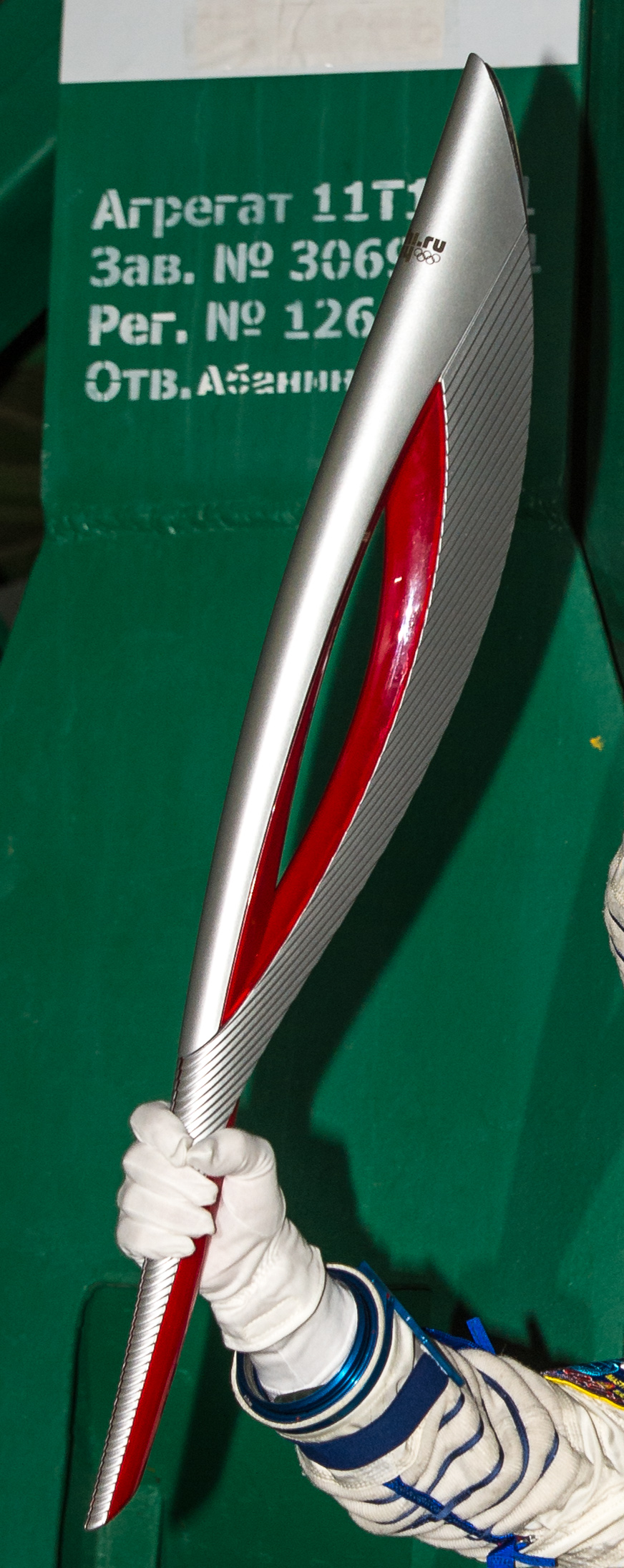
شعلة أولمبياد سوتشي 2014
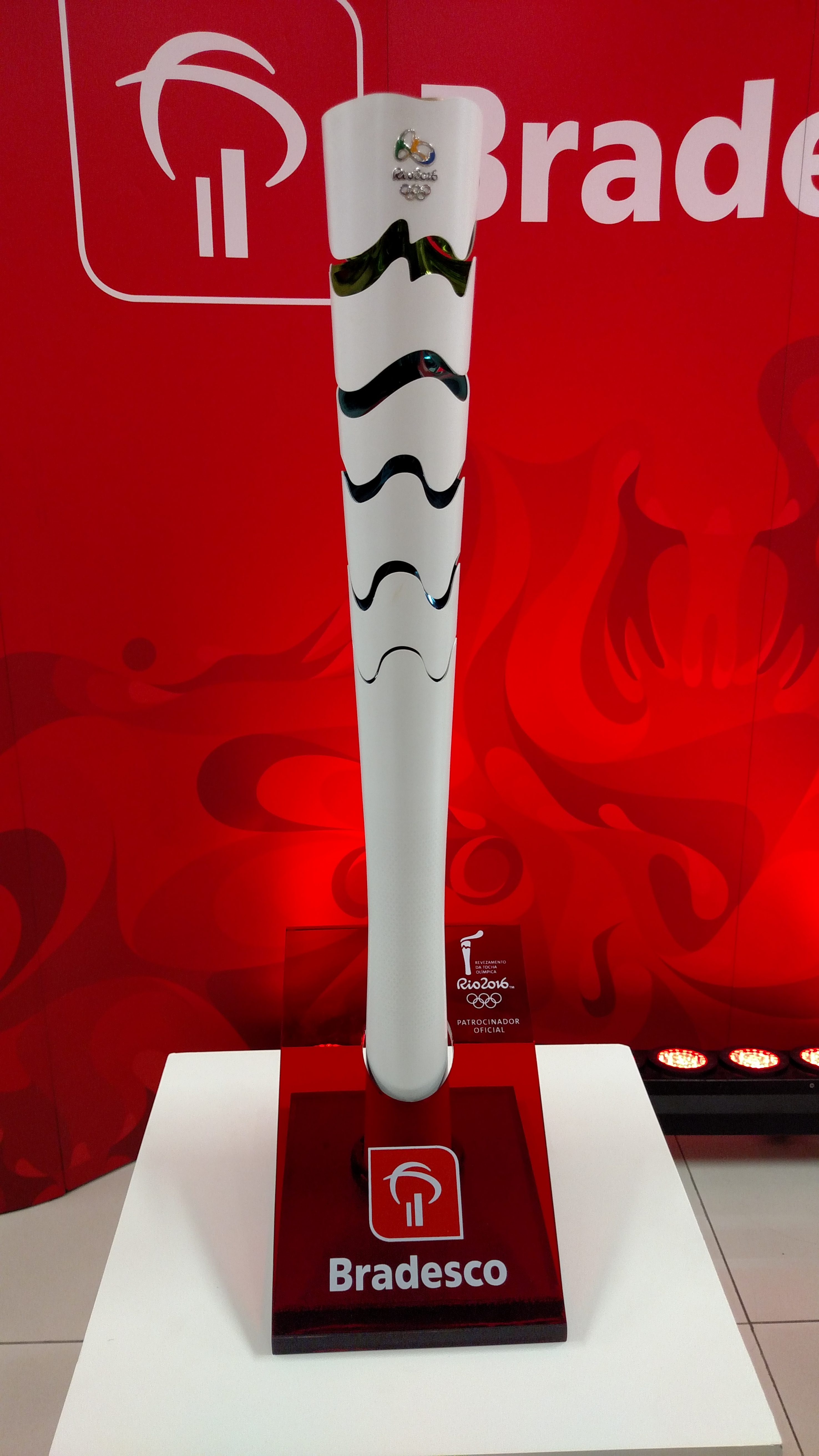
شعلة أولمبياد ريو دي جانيرو 2016
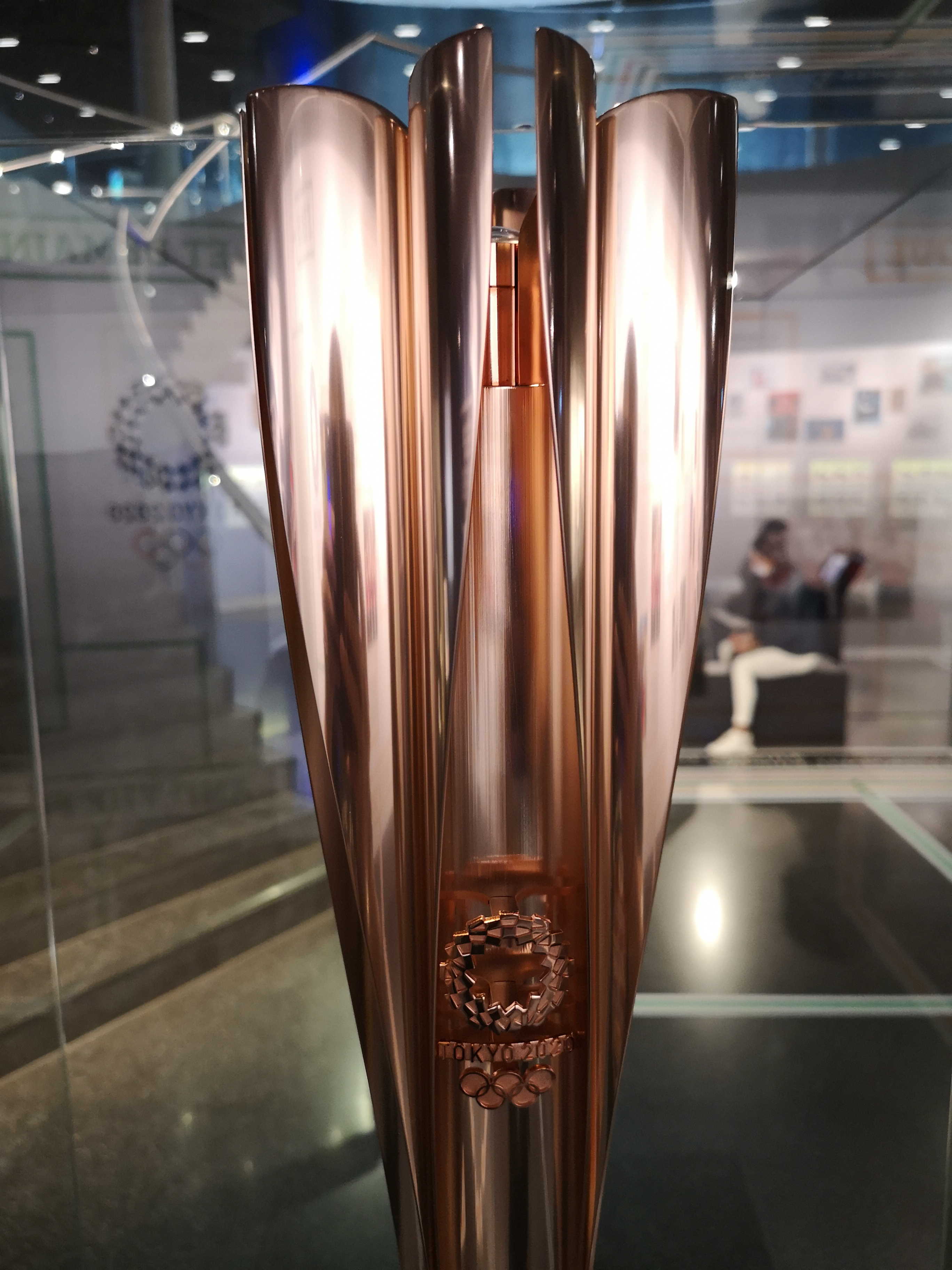
شعلة أولمبياد طوكيو 2020